# Ratmir Kholmov
Ratmir Dmitrievitch Kholmov (en russe : Ратмир Дмитриевич Холмов est un joueur d'échecs soviétique puis russe né le 13 mai 1925 à Moscou et mort le 18 février 2006 à Chenkoursk. Grand maître international depuis 1960, il fut premier du championnat d'échecs d'URSS en 1963,  ex æquo avec Leonid Stein et Boris Spassky.

## Biographie
Ratmir Kholmov est né en mai 1925 à Chenkoursk, environ 300 km au sud du port d'Arkhangelsk sur la mer Blanche. Les parents de Kholmov étaient des gardiens de camps. Son père fut arrêté et interné dans un camp à deux reprises : en 1931 et en 1938. La deuxième fois, il ne revint pas. En 1942, à dix-sept ans, Ratmir Kholmov fut affecté comme apprenti sur un chalutier. Malade en mer, il refusa de reprendre la mer et fut interné quatre mois dans un camp. Lorsqu'il fut libéré, il reçut une formation d'opérateur de machine et fut transféré en extrême-orient sur un tanker qui faisait la liaison avec les États-Unis. Au retour des États-Unis, pris dans une tempête, son bateau heurta une mine japonaise et s'échoua sur les côtes japonaises. Du fait de l'accord de non agression entre l'URSS et le Japon, les marins du tanker furent libérés ; mais ils ne furent secourus par un autre tanker soviétique que six semaines plus tard. Comme il avait été en contact avec des Japonais, Kholmov perdit son autorisation de visiter d'autres pays en tant que marin. Par la suite, il ne fut pas autorisé à disputer des tournois en dehors du Bloc de l'Est.
Après la Seconde Guerre mondiale, Kholmov fut libéré de l'armée à cause de ses problèmes d'asthme. Il s'installa avec sa mère à Hrodna en Biélorussie, puis, à la fin des années 1940, il se maria à une lituanienne et déménagea à Vilnius en Lituanie dont il remporta dix fois le championnat de 1949 à 1960. En 1968, il s'installa à Sotchi, puis quelques années plus tard, en 1967, à Moscou où il resta.

## Carrière aux échecs

### Championnats des républiques
Kholmov a été  plusieurs fois champion de Lituanie (en 1949, 1950, 1951, 1952, 1953, 1955, 1957, 1958, 1959, et 1960), champion du Kirghizistan en 1956, de Moldavie en 1960  et champion de Moscou en 1987. Il joua pour la Lituanie (au premier échiquier) lors du championnat d'URSS des républiques de 1955, 1958, 1960 ainsi que lors de la spartakiade des peuples d'URSS de 1959, puis pour la RSFSR en 1962, 1963. 

### Champion de Moscou
En 1967, Ratmir Kholmov s'installa à Moscou qu'il représenta lors des compétitions par équipe et où il remporta le championnat de la ville de Moscou en 1987. Il finit deuxième du tournoi de Moscou en 1991 et premier en 1997 (ex æquo avec Igor Zaïtsev et Andreï Rytchagov).

### Championnats d'URSS et tournois zonaux
Kholmov a participé à seize finales du championnat d'URSS entre 1948 et 1972. De décembre 1961 à 1970, il n'a manqué que l'édition de décembre 1965, et a terminé 1er-3e du Championnat d'échecs d'URSS en 1963 (3e du tournoi de départage) et 4e en 1962. Il fut 4e-5e en 1959. Il remporta la demi-finale du championnat d'URSS en 1961,  en 1963 devant Leonid Stein, en 1966.
Lors du tournoi zonal à sept joueurs disputé en 1964 à Moscou, Kholmov termina quatrième, manquant une des trois places qualificatives pour le tournoi interzonal d'Amsterdam 1964. Lors des championnats d'URSS 1966-1967, 1969 et 1972 qui étaient des tournois zonaux, il ne finit respectivement que douzième, 7e-9e et 10e-11e et fut éliminé.

### Tournois internationaux
Pendant la Seconde Guerre mondiale, Ratmir Kholmov s'était échoué en 1943 sur les côtes japonaises et avait été en contact avec des Japonais. De ce fait, il devint suspect et ne fut pas autorisé à quitter le Bloc de l'Est avant la pérestroïka. Les seuls tournois qu'ils disputa en dehors de l'URSS furent en Yougoslavie, dans les pays de l'Est (Allemagne de l'Est, Hongrie, Roumanie, Pologne, etc.) et à Cuba (mémorial Capablanca).
Durant sa carrière, il remporta les tournois internationaux de
- Dresde 1956 (ex æquo avec Averbakh) ;
- Balatonfüred 1959 (deuxième mémorial Asztalos) ;
- Moscou 1960 (tournoi du club central de Moscou), ex æquo avec Smyslov, devant Kortchnoï ;
- Achgabat 1961 ;
- Bucarest 1962 ;
- Kecskemét 1962 (devant Portisch et Szabó) ;
- Belgrade 1967 (avec 6,5 points sur 9, devant Parma et Minić) ;
- La Havane (mémorial Capablanca) en 1968, devant Leonid Stein ;
- Budapest 1976 ;
- Tbilissi-Soukhoumi 1977.

En 1965, lors du mémorial Capablanca disputé à La Havane, Kholmov battit Bobby Fischer et finit invaincu du tournoi, ex æquo avec Fischer et Geller, à un demi-point du vainqueur Vassily Smyslov.

### Compétitions par équipes
En 1970, Kholmov remporta le championnat d'Europe d'échecs des nations disputé à Kapfenberg en Autriche et la médaille d'or individuelle au dixième échiquier avec 4,5 points marqués en six parties.
Il remporta à plusieurs reprises le championnat d'URSS avec l'équipe de la République de Russie (en 1963 et 1975) ou avec l'équipe de Moscou (en 1967 et 1969).
Dans les années 2000, il remporta le championnat d'Europe senior (championnat d'Europe des vétérans) avec la Russie.

## Résultats contre les champions du monde
Durant sa carrière, Kholmov battit Mikhaïl Botvinnik et Vassily Smyslov lors de matchs d'entraînement secrets.
Dans les compétitions officielles, il compte sept victoires contre les champions du monde :
- une victoire sur Mikhaïl Tal, lors du match Lettonie-Lituanie de 1959, pour deux défaites et dix-sept parties nulles ;
- trois victoires contre Tigran Petrossian : en 1947 (demi-finale du championnat d'URSS), 1961 (championnat de Lituanie) et 1957 (championnat d'URSS) pour une seule défaite (en 1982) ;
- une victoire contre Boris Spassky, lors du tournoi zonal soviétique de 1964 ;
- une victoire sur Bobby Fischer, lors du mémorial Capablanca de 1965 pour une défaite (en 1967) ;
- un gain contre Garry Kasparov lors du tournoi de sélection du championnat d'URSS 1978 ;

Il fit deux fois nulle lors de ses deux parties contre Anatoli Karpov (en 1970 et 1980).

## Théorie des ouvertures
Le nom de Kholmov a été donné à une variante de la partie espagnole.